# (286002) 2001 SX89

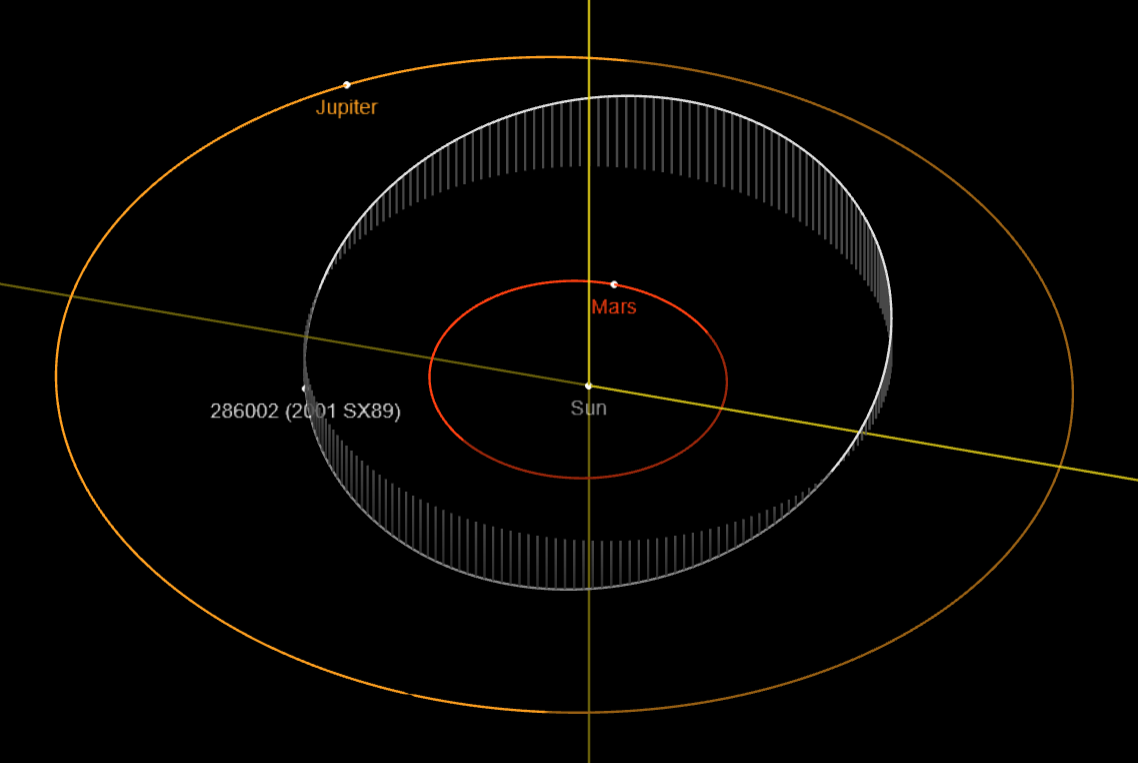
Diagram orbity (286002) 2001 SX_{89}.

(286002) 2001 SX89 – planetoida z pasa głównego planetoid okrążająca Słońce w ciągu 5,41 lat w średniej odległości 3,08 au. Planetoida porusza się po orbicie o mimośrodzie 0,17 nachylonej do płaszczyzny ekliptyki pod kątem 16°37′. Odkryta została 20 września 2001 roku w ramach programu Lincoln Near-Earth Asteroid Research (LINEAR). Według pomiarów dokonanych w zakresie podczerwieni jej średnica wynosi około 4,58 km, natomiast odbija ona jedynie około 5,3% padającego na nią światła.